# Johan Mandelberg
Johan Edvard Mandelberg, född den 22 januari 1730 på en båt mellan Livland och Stockholm, död den 8 januari 1786 i Köpenhamn, var en svensk historie-, landskaps- och genremålare.

## Biografi
Johan Mandelberg var son till lackeraren Johan Edvard Mandelberg. Sin första utbildning fick han troligen som lärling hos sin far, men var han vistades efter dennes död 1747 är okänt. 1752 begav han sig över Köpenhamn till Paris, där han arbetade för François Boucher och bland annat kopierade dennes målningar. Mandelberg utförde under sina första ynglingaår åtskilliga små fält- och lägerscener med mera med fin och spetsig pensel samt i något grönaktig, men inte obehaglig ton. I Paris anslöt han sig till sin landsman Roslin och genom greve de Caylus fick tillstånd att kopiera i Louvren. Av danske kungen Fredrik V åtnjöt han frikostigt understöd för fortsättningen av sina studier, dock med villkor att han efter dessas avslutande skulle bosätta sig i Köpenhamn. Efter några års studier i Rom anlände Mandelberg 1758 till Köpenhamn. Han var då en ganska mångsidigt utbildad konstnär. Hans i kungliga kopparstickssamlingen i Köpenhamn förvarade handteckningar visar, att han inte endast bedrivit studier för bataljmålning, utan även komponerat större historiska, allegoriska och mytologiska scener, herdestycken och lekande barn i Bouchers stil samt framför allt studerat det "heroiska" landskapet i den italienska skolans anda. Mandelberg blev också redan 1759 medlem av den danska konstakademien, och 1763 kallades han till professor vid samma akademi. Det var emellertid inte genom sina bataljstycken, utan genom sina stora dekorativa bilder, som Mandelberg förvärvade sig ett aktat konstnärsnamn. Så utförde han bland annat i kupolen på Fredensborg fyra stora målningar med ämnen ur Iliaden samt för Kristiansborg takmålningar med mera, vilka sistnämnda gick förlorade vid slottsbranden 1794. För utförandet av sina stora arbeten använde han flera av akademiens bästa lärjungar. Både Abildgaard och Clemens bildade sig först under hans ledning. Efter hans målningar finns kopparstick av Clemens och Bradt med flera. Mandelberg finns representerad vid bland annat Nationalmuseum i Stockholm, Vänersborgs museum, Kulturen, Sörmlands museum, Nordiska museet och Norrköpings konstmuseum.